# Nisí (ort)
Nisí är en ort i Grekland.   Den ligger i prefekturen Nomós Imathías och regionen Mellersta Makedonien, i den norra delen av landet, 300 km norr om huvudstaden Aten. Nisí ligger 5 meter över havet och antalet invånare är 1 473.
Terrängen runt Nisí är mycket platt. Runt Nisí är det ganska tätbefolkat, med 72 invånare per kvadratkilometer. Närmaste större samhälle är Alexándreia, 4,8 km öster om Nisí. Trakten runt Nisí består till största delen av jordbruksmark.